# Крендон-Лейкс (Нью-Джерсі)
Крендон-Лейкс (англ. Crandon Lakes) — переписна місцевість (CDP) в США, в окрузі Сассекс штату Нью-Джерсі. Населення — 1120 осіб (2020).

## Географія
Крендон-Лейкс розташований за координатами 41°7′22″ пн. ш. 74°50′26″ зх. д. / 41.12278° пн. ш. 74.84056° зх. д. (41.122688, -74.840523).  За даними Бюро перепису населення США в 2010 році переписна місцевість мала площу 6,93 км², з яких 6,61 км² — суходіл та 0,32 км² — водойми.

## Демографія
Згідно з переписом 2010 року, у переписній місцевості мешкало 1178 осіб у 441 домогосподарстві у складі 334 родин. Густота населення становила 170 осіб/км².  Було 514 помешкання (74/км²).
Расовий склад населення:
| - 97,4 % — білих - 1,1 % — азіатів - 0,6 % — чорних або афроамериканців |

До двох чи більше рас належало 0,9 %. Частка іспаномовних становила 3,1 % від усіх жителів.
За віковим діапазоном населення розподілялося таким чином: 23,2 % — особи молодші 18 років, 64,7 % — особи у віці 18—64 років, 12,1 % — особи у віці 65 років та старші. Медіана віку мешканця становила 41,2 року. На 100 осіб жіночої статі у переписній місцевості припадало 97,7 чоловіків;  на 100 жінок у віці від 18 років та старших — 98,9 чоловіків також старших 18 років.
Середній дохід на одне домашнє господарство  становив 95 777 доларів США (медіана — 85 147), а середній дохід на одну сім'ю — 112 768 доларів (медіана — 100 208). За межею бідності перебувало 10,7 % осіб, у тому числі 4,9 % дітей у віці до 18 років та 9,3 % осіб у віці 65 років та старших.
Цивільне працевлаштоване населення становило 656 осіб. Основні галузі зайнятості: освіта, охорона здоров'я та соціальна допомога — 28,2 %, роздрібна торгівля — 13,1 %, будівництво — 8,2 %, виробництво — 7,9 %.